# NGC 3043
NGC 3043 (другие обозначения — UGC 5327, MCG 10-14-52, ZWG 289.23, KARA 385, IRAS09527+5932, PGC 28672) — спиральная галактика (Sb) в созвездии Большой Медведицы. Открыта Уильямом Гершелем в 1790 году.
Картина излучения в линии H-альфа в галактике представляет собой диффузную структуру, в которой выделяется 5 обособленных регионов — они располагаются по всему диску галактики, но не в её центре.
Этот объект входит в число перечисленных в оригинальной редакции «Нового общего каталога».